# Valerij Hassij
Valerij Dmytrovytj Hassij (ukrainska: Валерій Дмитрович Гассій; ryska: Валерий Дмитриевич Гассий, Valerij Dmitrijevitj Gassij), född 22 april 1949 i Kolomyja, Ukrainska SSR, död 1 februari 2004, var en ukrainsk handbollsspelare tävlande för Sovjetunionen. Han var med och tog OS-guld 1976 i Montréal.